# Keltische Nationen
| Bretagne | Man        |
| Cornwall | Schottland |
| Irland   | Wales      |

Die sechs Nationen bilden die modernen keltischen Kernländer

Der Begriff der keltischen Nationen beschreibt Bevölkerungsgruppen im modernen Europa, die sich mit dem keltischen Brauchtum identifizieren, insbesondere in den Gebieten mit Sprechern keltischer Sprachen. Seit der Mitte des 20. Jahrhunderts haben Menschen aus verschiedenen Staaten und Kulturen das moderne Keltentum zum Ausdruck ihrer nationalen Identität genutzt. Mit der Zeit wurde die Bevölkerung weithin als keltisch bekannt. Im Englischen werden diese Regionen wegen ihrer geographischen Lage im Nordwesten Europas auch Celt belt (keltischer Gürtel) oder Celtic fringe (keltische Randzone) genannt. Da diese Begriffe manchmal als abfällig angesehen werden, sprechen die einheimischen Bewohner teilweise auch von den keltischen Nationen.
Bevor das Römische Reich und die Germanen in Europa expandierten, waren die Britischen Inseln und große Teile Kontinentaleuropas überwiegend keltisch geprägt. Als die Wanderungsbewegungen weitestgehend zum Stillstand kamen, hatten nur die Menschen der nordwestlichsten Regionen ihre keltische Kultur und Sprache vor dem Einfluss der Zuwanderer bewahren können. So verdrängten beispielsweise die Römer und später die Angelsachsen in Britannien die britannischen Sprachen und die britannische Kultur.

## DieSechs Nationen
Von Norden nach Süden:
| Nation                                  | Keltischer Name | Sprache                       | Volk            | Einwohnerzahl | Anzahl derer mit Sprachkenntnissen |
| --------------------------------------- | --------------- | ----------------------------- | --------------- | ------------- | ---------------------------------- |
| Schottland                              | Alba            | Schottisch-Gälisch (Gàidhlig) | Schotten        | 5.000.000     | 92.400 (2 %)                       |
| Irland (Republik Irland und Nordirland) | Éire            | Irisch (Gaeilge)              | Iren            | 6.000.000     | 355.000 (6 %)                      |
| Isle of Man                             | Ellan Vannin    | Manx (Yn Ghaelg)              | Manx            | 70.000        | 1.863 (2,5 %; Stand: 2011)         |
| Wales                                   | Cymru           | Walisisch (Cymraeg)           | Waliser         | 3.000.000     | über 750.000 (25 %)                |
| Cornwall                                | Kernow          | Kornisch (Kernewek)           | Kornisches Volk | 500.000       | 3.500 (0,7 %)                      |
| Bretagne                                | Breizh          | Bretonisch (Brezhoneg)        | Bretonen        | 4.000.000     | 150.000 (4 %)                      |

| Deutsch (Deutsch)  | Englisch (English) | Irisch (Gaeilge)       | Schottisch-Gälisch (Gàidhlig) | Manx (Gaelg)        | Walisisch (Cymraeg) | Kornisch (Kernewek) | Bretonisch (Brezhoneg) |
| ------------------ | ------------------ | ---------------------- | ----------------------------- | ------------------- | ------------------- | ------------------- | ---------------------- |
| Irland             | Ireland            | Éire                   | Èirinn                        | Nerin               | Iwerddon            | Iwerdhon            | Iwerzhon               |
| Schottland         | Scotland           | Albain                 | Alba                          | Nalbin              | yr Alban            | Alban               | Alban/Skos             |
| Insel Man          | Isle of Man        | Manainn Oileán Mhanann | Manainn Eilean Mhanainn       | Mannin Ellan Vannin | Manaw Ynys Manaw    | Manow Enys Vanow    | Manav Enez Vanav       |
| Wales              | Wales              | an Bhreatain Bheag     | a' Chuimrigh                  | Bretyn              | Cymru               | Kembra              | Kembre                 |
| Cornwall           | Cornwall           | an Chorn               | a' Chòrn                      | y Chorn             | Cernyw              | Kernow              | Kernev                 |
| Bretagne           | Brittany           | an Bhriotáin           | a' Bhreatainn Bheag           | y Vritaan           | Llydaw              | Breten Vian         | Breizh                 |
| Großbritannien     | Great Britain      | an Bhreatain Mhór      | Breatainn Mhòr                | Bretyn Vooar        | Prydain Fawr        | Breten Veur         | Breizh Veur            |
| Keltische Nationen | Celtic nations     | náisiúin Cheilteacha   | nàiseanan Ceilteach           | ashoonyn Celtiagh   | gwledydd Celtaidd   | broyow Keltek       | broioù Keltiek         |
| Keltische Sprachen | Celtic languages   | teangacha Ceilteacha   | cànain/teangan Cheilteach     | çhengaghyn Celtiagh | ieithoedd Celtaidd  | yethow Keltek       | yezhoù Keltiek         |

Diese sechs Nationen werden (als einzige) von der Keltischen Liga, dem Keltischen Kongress und den meisten weiteren pan-keltischen Gruppierungen und Organisationen als keltisch anerkannt. In den sechs Nationen gibt es jeweils eine eigene keltische Sprache, was das Schlüsselkriterium für die genannten Organisationen ist.
In vier der sechs Nationen (Bretagne, Irland, Schottland, Wales) gibt es Gebiete, in denen eine keltische Sprache vorherrscht (in Irland heißen diese zum Beispiel Gaeltachtaí). Zumeist liegen diese Gebiete in den westlichen Arealen der Länder, im Gebirge oder auf Inseln.

## Weitere Gebiete

Die Kelten heute und früher
Regionen mit Sprechern keltischer Sprachen
Die sechs keltischen Nationen
Maximale Ausdehnung der Kelten im 3. Jahrhundert v. Chr.
Gebiet der Hallstatt-Kultur im 6. Jahrhundert v. Chr.

Die meisten Länder West- und Zentraleuropas wurden in vorchristlicher Zeit von den Kelten beeinflusst, davon zeugen noch heute Orts- und Gewässernamen keltischen Ursprungs. In einigen Ländern gibt es heute Bewegungen, die sich als keltisch ansehen und die Anerkennung als eine keltische Nation fordern. Eine lebendige keltische Sprache existiert jedoch nur noch in einigen Randgebieten der sechs Nationen (siehe Karte).
Manchmal, zum Beispiel beim Festival Interceltique de Lorient, werden Galicien, Asturien und Kantabrien ebenfalls zu den (damit neun) keltischen Nationen gezählt. Außerdem gibt es noch Walisisch und schottisches Gälisch sprechende zugewanderte Minderheiten in der Provinz Chubut im argentinischen Patagonien und auf der Kap-Breton-Insel im kanadischen Nova Scotia.

### Iberische Halbinsel

Die wichtigsten Sprachgebiete auf der Iberischen Halbinsel um 300 v. Chr.; in Blassgelb die keltischen Sprachen

Es gibt im Nordwesten der Iberischen Halbinsel ein Gebiet, das von der keltischen Kultur beeinflusst wurde. Dieses Gebiet entspricht etwa den Regionen Galicien, Asturien, Nordportugal, Kantabrien und León. In keiner dieser Regionen gibt es noch eine keltische Sprache, obwohl manche Ortsnamen einen keltischen Ursprung aufweisen; das Keltentum wird eher mit dem keltischen Bewusstsein selbst begründet, da es wegen der in dieser Region angesiedelten keltischen Stämme eine lange Tradition des Keltentums gab. Daher gibt es zwischen den Einwohnern dieses Gebiets und denen anderer Nationen Ähnlichkeiten sowohl in kulturellen (Musik, Tänze, Folklore, Feste, Essen) als auch in genetischen Aspekten.

### England
Keltische Traditionen und Bräuche bestehen auch in England noch, vor allem in den Gebieten im äußersten Südwesten und Norden (siehe Devon und Cumbria). Seit dem Aussterben der altdevonischen, der kumbrischen und der kornischen Sprachen fehlt England eine keltische Sprache. In der Antike bewohnten mehrere lokale keltische Stämme die Insel Großbritannien, von denen jedoch keiner die englische Nation formte. In den keltischen Sprachen wird das Land daher gewöhnlich  Sachsen-Land (Sasana, Pow Saws, Bro-Saoz etc.) genannt, und in Walisisch als Lloegr (in der walisischen Übersetzung der Englischen Sprache heißt diese jedoch wiederum Saesneg, die Engländer Saeson, im Singular Saes). Der Name stammt daher, dass die keltischen Völker Englands den einfallenden Sachsen unterlagen und deren Kultur und Sprache übernahmen; dennoch überlebte das gesprochene Kumbrisch bis zum 12. Jahrhundert. Der Norden Englands bildet die historische Landschaft Hen Ogledd (walisisch für der alte Norden, die Bewohner wurden von anderen Kelten Männer des Nordens genannt). Hen Ogledd bildet somit zusammen mit Wales und Cornwall die drei britannischen Gebiete Großbritanniens.
Im Gegensatz zu dem obigen Beispiel gibt es hier kaum eine politische Motivation, es wurde vielmehr erkannt, dass lokale sprachliche und kulturelle Besonderheiten auf keltische Ursprünge zurückzuführen sind. So hat der Name Cumbria die gleichen Wurzeln wie Cymru, der Name von Wales auf Walisisch; beide können mit Land der Gefährten übersetzt werden.

### Frühere gallische Regionen

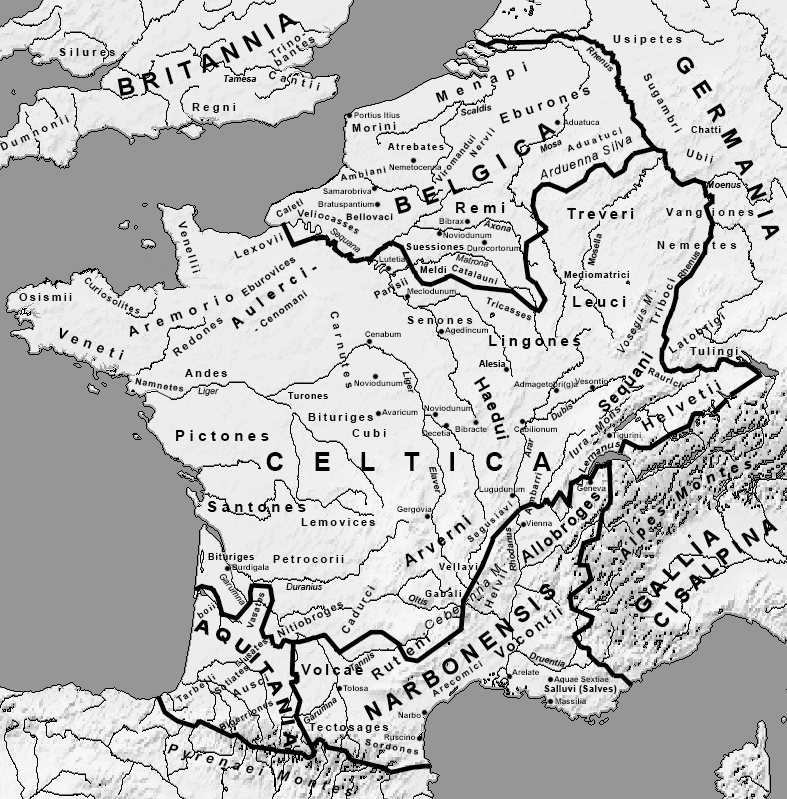
Einteilung Galliens ca. 54 v. Chr.

Viele Franzosen identifizieren sich mit den Galliern. Auch das italienische Aostatal, wo französisch und arpitanisch gesprochen wird, hat ein keltisches Erbe, wobei die Autonomie anstrebende Partei Lega Nord oft die keltischen Wurzeln Padaniens betont und glorifiziert. Auch die Wallonen werden manchmal als Kelten bezeichnet, um sie von den „teutonischen“ Flamen und „lateinischen“ Franzosen zu unterscheiden; das Wort Wallonen stammt von einem germanischen Wort, das „fremd“ bedeutet (siehe auch: Welsche), und ist verwandt mit Walisern und Walachen.

### Mittel- und Südosteuropa
Des Weiteren bewohnten keltische Stämme auch das Gebiet des heutigen Süddeutschlands, der Schweiz und Österreichs. Oft werden die frühen keltischen Völker mit der Hallstattzeit assoziiert. Einige Stämme Mitteleuropas waren zum Beispiel die Boier, Helvetier, Skordisker und Vindeliker, wobei diese neben Deutschland, Österreich und der Schweiz auch die heutigen Länder Tschechien, Slowakei, Serbien, Kroatien und Polen bewohnten. So hat Böhmen seinen Namen von den Boiern. Die Skordisker gründeten Singidunum, das heutige Belgrad. Die Latènekultur war auch weit in Mitteleuropa verbreitet, der Name stammt von dem archäologischen Fundplatz La Tène in der Schweiz.

### Außerhalb Europas
Auch in Regionen außerhalb Europas gibt es Personen, die oft aus den keltischen Nationen stammen und sich mit dem Keltentum verbunden fühlen. In der regionalen Kultur bilden keltische Traditionen und Sprachen teilweise eine bedeutende Rolle.
So wird in Kanada Irisch beispielsweise in Tamworth (Ontario) und im Südosten Neufundlands gesprochen, auf der Kap-Breton-Insel in Nova Scotia wird Kanadisches Gälisch (Selbstbezeichnung: Gàidhlig Canadanach), ein Dialekt des schottischen Gälisch, gesprochen und in Estrie in Québec gibt es auch heute noch keltische Ortsnamen, die von den schottischen Einwanderern herrühren. Im Tal des Río Chubut in Patagonien leben walisischsprachige Argentinier (genannt „Y Wladfa“). In den Südstaaten und einigen anderen Regionen der USA kann man ebenfalls Einflüsse auf die Kultur durch keltischstämmige Einwanderer beobachten. Des Weiteren gibt es schottisch-gälische Ortsnamen und keltische Traditionen auch in den Regionen Otago und Southland im Süden Neuseelands. Insgesamt kann man sagen, dass es viele Menschen in den ehemaligen Kolonien des Britischen Weltreichs (z. B. USA, Australien, Südafrika) gibt, die sich mit der keltischen Kultur verbunden fühlen.